# Terremoto della Costa Rica del 2012
Il terremoto del 2012 della Costa Rica è stato un terremoto di magnitudo compresa tra i 7,6 e i 7,9 Richter che il 5 settembre 2012 ha colpito la Costa Rica e che è stato avvertito anche negli altri stati limitrofi di Nicaragua, El Salvador e Panama.
Secondo l'agenzia statunitense USGS l'epicentro del terremoto è da localizzarsi sulla terraferma, nella Penisola di Nicoya e nella provincia di Guanacaste, 12 km a ESE di Hojancha.
Secondo l'Osservatorio Sismologico e Vulcanografico della Costa Rica (OVSICORI), l'epicentro sarebbe invece da localizzarsi in mare, 20 km a sud di Sámara e l'ipocentro sarebbe da localizzarsi a 35 km di profondità.
A seguito del terremoto è stato emesso un allarme tsunami che per fortuna è stato ritirato a poche ore dall'evento.
Il terremoto è stato originato per la subduzione della placca di Cocos sotto la placca caraibica, in una zona con attività sismica particolarmente elevata.
Secondo la Rete Sismologica Nazionale (RSN) dell'Università della Costa Rica, il terremoto avrebbe attivato 16 faglie, distribuite nelle province di Guanacaste, Alajuela, Cartago e San José.
Nonostante l'importante magnitudo del terremoto, i danni riportati sono stati moderati, sia in termini di vite umane che di danni materiali.
Molti edifici sono stati lesionati nella provincia di Guanacaste, principalmente nei cantoni di Santa Cruz, Nicoya e Carrillo. Il terremoto è stato comunque avvertito in tutto il paese ed ha provocato danni significativi anche nelle località di Puntarenas (provincia di Puntarenas) e di San Carlos (provincia di Alajuela).
Danni estesi alla rete viaria ed ai ponti, peraltro già in pessime condizioni prima dell'evento. In particolare sarebbero state riportate lesioni al Ponte sul Fiume Tempisque che rappresenta una delle vie principali di accesso alla provincia di Guanacaste. Alcune località e centri rurali sono rimaste isolate. Il sisma ha provocato anche un black out temporaneo della rete elettrica (oltre il 50% delle utenze sospese nelle prime ore dopo l'evento) e della rete di telefonia mobile in prossimità delle aree vicine all'epicentro.
Secondo l'USGS l'intensità del terremoto sarebbe stata pari all'VIII grado della scala Mercalli nella località di Santa Cruz, al VII grado a Hojancha, Puntarenas e Nicoya, al V grado nella capitale San José, al IV grado a Managua (Nicaragua) e al III grado a David (Panama).
Secondo il Laboratorio di Ingegneria Sismica dell'Università della Costa Rica, che ha elaborato i dati raccolti da un accelerografo installato a soli 20 km dall'epicentro, l'intensità strumentale del terremoto è stata di X+, con un valore massimo di accelerazione Est-Ovest pari a 1794 cm/s2, un valore massimo di accelerazione Nord-Sud pari a 779,4 cm/s2 ed un valore massimo di accelerazione verticale pari a 1107,5 cm/s2.
Nei primi due giorni dall'evento sono state registrate oltre 500 repliche minori, la più forte con magnitudo 5,2.
L'8 settembre 2012 è stata registrata una replica di magnitudo 5.6 con epicentro prossimo a quello dell'evento principale. La replica, avvertita in tutto il paese, non ha provocato nuovi danni.
Una terza replica di magnitudo superiore a 5,0 è stata registrata il 16 settembre (magnitudo = 5,2). Anche in questo caso non sono stati registrati ulteriori danni.
Una quarta replica di magnitudo 5,3 è stata registrata il 10 ottobre. Secondo i dati pubblicati da OVSICORI, la scossa del 10 ottobre è stata la prima replica con magnitudo superiore a 5,0 con epicentro localizzato sulla terraferma.
Una quinta scossa significativa, avvertita in tutto il paese e con magnitudo del momento pari a 6,6 è stata registrata alle 18:45 (ora locale) del 23 ottobre con epicentro al largo delle costa pacifica della provincia di Guanacaste. La replica, la più forte dopo l'evento principale del 5 settembre, non ha causato ulteriori danni significativi, né ha provocato vittime tra la popolazione. A seguito della scossa è stato diramato un allarme tsunami. Secondo l'USGS l'intensità risentita di questa replica sarebbe del VI grado della scala Mercalli in molte località della provincia di Guanacaste.